# Guatemala nos Jogos Olímpicos de Verão de 1972
A Guatemala competiu nos Jogos Olímpicos de Verão de 1972 em Munique, Alemanha Ocidental.

## Atletismo
5.000 m masculino
- Carlos Cuque López
  - Eliminatórias — 15:53.4 (→ não avançou)